# Brachiopsis
Brachiopsis är ett släkte av fjärilar. Brachiopsis ingår i familjen snigelspinnare.
Kladogram enligt Catalogue of Life:
| Brachiopsis | \| \| Brachiopsis conjunctoides \| \| \| \| \| \| Brachiopsis vicina \| \| \| \| |
|             | \| \| Brachiopsis conjunctoides \| \| \| \| \| \| Brachiopsis vicina \| \| \| \| |
|             | Brachiopsis conjunctoides                                                        |
|             |                                                                                  |
|             | Brachiopsis vicina                                                               |
|             |                                                                                  |